# Bataille de Montélimar
Pour les articles homonymes, voir Bataille de la vallée du Rhône.
Pour la bataille de 1940, voir Bataille de la vallée du Rhône (1940).
 (janvier 2014).
Seconde Guerre mondiale
Batailles
2e campagne de France
- Corse
- Limousin
- Ain et Haut-Jura
- Les Glières
- Ascq
- Division Brehmer
- Mont Mouchet
- Opérations SAS en Bretagne
- Bataille de Normandie
- Guéret
- Brigade Jesser
- Cornil
- 1er Tulle
- 2e Tulle
- Argenton-sur-Creuse
- Oradour-sur-Glane
- 1er Ussel
- Saint-Marcel
- Saffré
- Mont Gargan
- Vercors
- Penguerec
- Lioran
- Égletons
- 2e Ussel
- Débarquement de Provence
- Port-Cros
- La Ciotat
- Toulon
- Martigues
- Marseille
- Nice
- Rennes
- Saint-Malo
- Brest
- Paris
- Mont-de-Marsan
- Montélimar
- Maillé
- Écueillé
- La Saulx
- Meximieux
- Nancy
- Colonne Elster
- Dunkerque
- Arracourt
- Saint-Nazaire
- Lorient
- Metz
- Royan et de la pointe de Grave
- Campagne de Lorraine
- Colmar

Front d'Europe de l'Ouest
Front d'Europe de l'Est
Campagnes d'Afrique, du Moyen-Orient et de Méditerranée
Bataille de l'Atlantique
Guerre du Pacifique
Guerre sino-japonaise
La bataille de Montélimar ou bataille de la vallée du Rhône est une bataille de la Seconde Guerre mondiale qui eut lieu du 21 au 28 août 1944, entre les forces allemandes de la XIXe armée du général Wiese et la Task force du général Butler, débarqués une semaine plus tôt en Provence, appuyée par les Forces françaises de l'intérieur de la région.

## Prélude

### Action de la Résistance
Fin avril 1944, les FFI ont rendu la situation intenable aux troupes allemandes. Le « colonel Joseph » ou « Faisceau », installé à Barcelonette, qui commande la « zone des maquis » est convoqué à Alger où il expose son plan de paralysie des transports allemands. Ainsi nait le plan Faisceau qui devrait permettre une pénétration rapide, par la route Napoléon, jusqu'à Lyon, avec des percées latérales vers la vallée du Rhône pour couper la route aux Allemands. L'insurrection générale déclenchée trop tôt donnera lieu à de sanglantes représailles allemandes. Néanmoins, à la fin de juillet 1944 : 

« aucune voiture allemande isolée, aucune estafette ne circule, aucun barrage ennemi n'existe sur les routes alpines. »

— op. cit. Pierre Nord (1965) p. 339
 Les Allemands se calfeutrent et se recroquevillent dans leurs garnisons, leurs expéditions punitives sont isolées, décousues et dispersées. Malgré les échecs et notamment dans le Vercors, ils sont paralysés et démoralisés.[pas clair] « Faisceau » convaincra les Alliés de ne pas s'engager vers Toulouse et le sud-ouest qui se libèrera par ses moyens (Corps Franc Pommiès p. ex.).
Un convoi de ravitaillement allemand annoncé sur la route Napoléon passera en force mais « laissera sur le terrain vingt-huit tués et même dix-sept blessés ».
« Faisceau », à Alger, convaincra le général de Gaulle, les généraux Patch et de Lattre. Son plan d'appui post débarquement de Provence sera le « plan Faisceau ». Il rejoindra les troupes alliées à Brignoles et la task-force Butler.

### Situation des Allemands
Durant l'été 1944, la XIXe armée est stationnée en Provence. Elle a pour mission de défendre la côte méditerranéenne et fait partie du groupe d'armées G. Son armement lourd est fixé aux fortifications ; elle ne dispose que de peu de moyens de transport et de matériel antichar.

### Débarquements
Les Alliés qui ont débarqué en Normandie et qui vont faire de même en Provence, souhaitent à la fois éviter le réapprovisionnement des Allemands en face d'eux, et leur retraite au nord et à l'est de la France. Pour cela, ils doivent détruire les ponts placés sur la Drôme, en Ardèche et dans  la partie sud du Rhône, afin que les Allemands soient coincés entre le Rhône à l'ouest, la Drôme au nord et les Alpes à l'est, .
Le 15 août, à minuit sur les plages du Var, le débarquement de Provence commence. De nombreux bombardements alliés détruisent la plupart des ponts du Rhône et de la Drôme. Le pont de Livron, dernier à être encore debout, est détruit dans la nuit du 16 août 1944 par les résistants français.

## Bataille
Le 17 août 1944, après un ordre d'Hitler de faire retraite vers le nord, c'est le début du repli pour l'armée allemande. Mais faute d'endroit où passer, ses véhicules s'amoncellent entre Livron et Montélimar : les Allemands sont donc contraints de livrer bataille. Ils doivent affronter les 5 000 hommes de la Task Force Butler, avant-garde de la 36e DI US et 2 000 maquisards, appuyés par une forte aviation. Les éléments américains, après être passés par Sisteron, se sont rabattus le 21 août dans la vallée du Rhône, au nord de Montélimar, vers Marsanne.
Les Allemands occupent des positions à l'est de Montélimar, route de Dieulefit. Entre le 26 et le 28, le général Kniess soutient les attaques contre la 36e dans le secteur du Roubion, Drôme et les collines entre deux. Les Allemands continuent de faire mouvement vers le nord.
La 3e division américaine arrive du sud et occupe Montélimar. Le pont de pierre de Montélimar est miné et détruit à 11h par les Allemands. Dans la nuit du 28 au 29, la 
198e division de réserve allemande qui a été défaite en Normandie et déplacée en Provence, tente de reprendre la route vers le nord. Mais ses forces ont été divisées en trois groupes et sont soumis à de violentes attaques. Les allemands sont finalement faits prisonniers. Le général Richter, de la 716e division d'infanterie allemande, est notamment capturé avec 1 200 hommes par le 141e régiment d'infanterie américain.
Les FFI rentrent dans la ville par l'est et prennent position près de Loriol, coupant la Nationale 7 (et la retraite des forces allemandes).

La 11e Panzerdivision mène un combat en arrière-garde, tâchant de permettre à un maximum de troupes allemandes de s'échapper de la nasse. 

« la 11e Panzer division a du mal à franchir le Rhône à la suite de la destruction des ponts. Elle reçoit l’ordre de rester dans la vallée du Rhône pour couvrir la retraite de L’AOK 19, et de tenir Avignon jusqu’au 23 août.
Ceci afin de permettre l’évacuation des troupes présentes dans le Sud-Ouest de la France. L’évacuation générale est devenue une réalité ! »

— 17 août 1944 : Histoire de la 11e panzer
« 29 août 1944  se termine la bataille de Montélimar dans le sillage du Panther no 102 en route pour Lyon. La 11e Panzer Division a maintenu ouvert le couloir de la retraite conformément aux ordres. »

## Bilan
Seules des troupes à pied peuvent fuir vers le nord. Ce sont 3 500 véhicules abandonnés, 2 500 morts et 3 000 prisonniers au total. Le général américain Lucian Truscott, commandant le VIe corps d'armée américain, écrit dans ses Mémoires, « de Montélimar à Livron, routes et voies ferrées étaient jonchées d'épaves de chars, de canons, de véhicules de toutes sortes. Des centaines de cadavres d'hommes et de chevaux couvraient la plaine ».
La retraite allemande se transforme en déroute.

## Sources